# Clave Única de Registro de Población
Le Clave Única de Registro de Población (CURP, que l'on peut traduire en français par « Code unique du registre de la population ») est à la fois le nom d'une base de données et du numéro d'identification national. Tout citoyen ou résident du Mexique en reçoit un. Chacun des identifiants CURP est composé d'une chaine de caractères unique de 18 caractères alphanumériques.
Il y a aussi, pour chaque État de la République, un numéro d'identification pour les citoyens de l'État : le CRIP (Clave de Registro e Identidad Poblacional, en français « Registre des identifiants de l'État »).